# Cesare Bocci

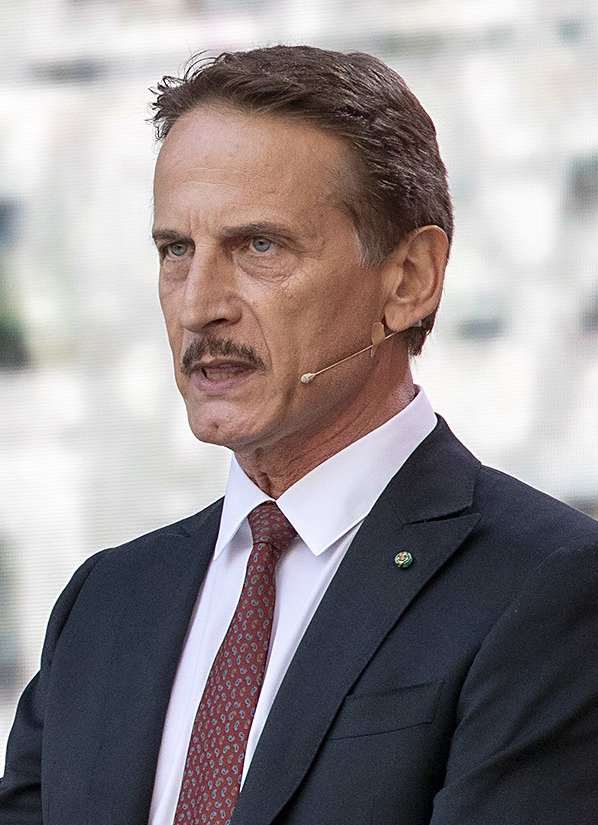
Cesare Bocci nel 2021

Cesare Adolfo Bocci (Camerino, 13 settembre 1957) è un attore e conduttore televisivo italiano.

## Biografia
Originario di Camporotondo di Fiastrone, inizia la carriera in teatro fondando, nel 1982, insieme con altri cinque giovani attori, la Compagnia della Rancia di Tolentino, in cui resta per otto anni, recitando in Arlecchino innamorato, La Famiglia dell'antiquario, Cenerentola, Pietro l'Aretino, La stanza del delitto, I Dialoghi delle Carmelitane, e nel musical La Piccola bottega degli orrori. Si trasferisce poi a Roma, dove continua a fare teatro e inizia a lavorare in televisione e al cinema. Contemporaneamente, dopo aver seguito il corso in geologia, si era laureato all'Università di Camerino. Il suo esordio al cinema avviene nel 1990, con L'aria serena dell'ovest per la regia di Silvio Soldini; nello stesso anno entra in televisione con la prima sit-com girata in Italia: Zanzibar, in cui interpretava Benny.
Dal 1999 acquisisce popolarità con il personaggio di Mimì Augello nella serie TV di successo Il commissario Montalbano. Nel 2001 è coprotagonista in Princesa, film inglese prodotto da Rebecca O'Brian, produttrice di Ken Loach.
Negli anni, alterna sempre teatro, cinema e televisione: per due anni interpreta il ruolo del medico Antonio Ceppi nella serie TV Elisa di Rivombrosa. Tra il 2006 e il 2007 interpreta il ruolo di Oscar nella versione italiana del musical Sweet Charity, al fianco di Lorella Cuccarini, per la regia di Saverio Marconi. Nel 2007 recita accanto a Stefania e Amanda Sandrelli nella miniserie TV in sei puntate per Canale 5 Io e Mamma. Nel 2008 è il primario Sergio Danieli in Terapia d'urgenza. Nel 2009, finalmente si laurea in geologia all'Università degli Studi di Camerino, percorso universitario precedentemente abbandonato per seguire la passione della recitazione. Nel 2010 è nel cast dello spettacolo teatrale Testimoni, con la regia di Angelo Longoni e poi, sempre con lo stesso regista, lavora in Ospiti. Nella stagione 2011/2012 è di nuovo in scena protagonista, insieme con Massimo Ghini, del musical italiano Il Vizietto, La cage aux folles.
Sempre nel 2012 è di nuovo in televisione su Rai 1 accanto a Veronica Pivetti nella fortunata fiction Provaci ancora prof! Il 2 marzo 2013 esordisce come conduttore televisivo nel nuovo programma di Rai 3 Il giallo e il nero. E, nello stesso periodo, interpreta Raimondo Lanza di Trabia nella miniserie Rai Volare - La grande storia di Domenico Modugno, e torna al cinema con Benvenuto Presidente! Nell'ottobre 2013 conduce Miss Italia in onda su La7 insieme con Massimo Ghini e Francesca Chillemi, e sempre in quel periodo è nel cast della fiction di Rai 1 Una grande famiglia.
Nel 2016 recita nella serie televisiva Hundred to Go, prodotta in collaborazione da BMW e Fox. Dal settembre 2017 conduce la trasmissione Segreti, i misteri della storia per TV2000.
Nel 2018 vince in coppia con Alessandra Tripoli il talent show di Rai 1, condotto da Milly Carlucci, Ballando con le stelle.
Dal 2008 è testimonial dell'ANFFAS di Macerata e collabora da cinque anni alle campagne di raccolta fondi per Save the Children.
È stato protagonista delle campagne pubblicitarie dell'abbigliamento Rodrigo e del vino San Crispino.
Dal 2019 conduce su Canale 5 il programma documentaristico Viaggio nella grande bellezza.
Il 2 giugno 2021 è scelto per condurre le cerimonie del 75º anniversario della Repubblica al Quirinale.

### Vita privata
Dal 1993 Cesare Bocci è sposato con Daniela Spada, con la quale ha avuto una figlia, Mia, nata il 26 marzo 2000.

## Filmografia

### Cinema
- L'aria serena dell'ovest, regia di Silvio Soldini (1990)
- Il muro di gomma, regia di Marco Risi (1991)
- L'angelo con la pistola, regia di Damiano Damiani (1992)
- Giovanni Falcone, regia di Giuseppe Ferrara (1993)
- Condannato a nozze, regia di Giuseppe Piccioni (1993)
- Aquero, regia di Elisabetta Valgiusti (1994)
- Just Another Vampire Story, regia di Andrea Maulà, episodio del film De Generazione (1994)
- Il cielo è sempre più blu, regia di Antonello Grimaldi (1995)
- Nella mischia, regia di Gianni Zanasi (1995)
- Cosa c'entra con l'amore, regia di Marco Speroni (1997)
- Almost Blue, regia di Alex Infascelli (2000)
- Princesa, regia di Enrique Goldman (2001)
- Comunque mia, regia Sabrina Paravicini (2004)
- Io che amo solo te, regia di Gianfranco Pannone (2004)
- Christmas in Love, regia di Neri Parenti (2004)
- Il servo ungherese, regia di Giorgio Molteni (2004)
- Contronatura, regia di Alessandro Tofanelli (2005)
- Non aver paura, regia di Angelo Longoni (2005)
- Benvenuto Presidente!, regia di Riccardo Milani (2013)
- Scusate se esisto!, regia di Riccardo Milani (2014)
- Bentornato Presidente, regia di Giancarlo Fontana e Giuseppe Stasi (2019)
- Terezín, regia di Gabriele Guidi (2023)
- La quattordicesima domenica del tempo ordinario, regia di Pupi Avati (2023)
- Nina dei lupi, regia di Antonio Pisu (2023)
- Un oggi alla volta, regia di Nicola Conversa (2024)
- Tornando a Est, regia di Antonio Pisu (2024)

### Televisione
- Classe di ferro – serie TV, episodio 2x06 (1991)
- Zanzibar – sitcom, 40 episodi (1988)
- Un giorno fortunato, regia di Massimo Martelli – miniserie TV (1997)
- Un posto al sole – soap opera (1997)
- Il commissario Montalbano – serie TV (1999-2021)
- Meglio tardi che mai, regia di Luca Manfredi – film TV (1999)
- Un medico in famiglia – serie TV, episodio 2x07 (2000)
- Gioco a incastro, regia di Enzo G. Castellari – film TV (2000)
- Tequila & Bonetti – serie TV (2000)
- Il bello delle donne – serie TV, 7 episodi (2001)
- Commesse – serie TV (2002)
- Elisa di Rivombrosa – serie TV, 5 episodi (2003-2005)
- Amanti e segreti, regia di Gianni Lepre – miniserie TV (2004)
- Il cuore nel pozzo, regia di Alberto Negrin – miniserie TV (2005)
- L'amore non basta, regia di Tiziana Aristarco – miniserie TV (2005)
- Fratelli, regia Angelo Longoni – film TV (2006)
- L'ispettore Coliandro – serie TV, episodio 1x01 (2006)
- Giovanni Falcone - L'uomo che sfidò Cosa Nostra, regia di Andrea Frazzi e Antonio Frazzi – miniserie TV (2006)
- Io e mamma, regia di Andrea Barzini – miniserie TV (2007)
- Caccia segreta, regia di Massimo Spano – miniserie TV (2007)
- Terapia d'urgenza – serie TV, 18 episodi (2008-2009)
- Sant'Agostino, regia di Christian Duguay – miniserie TV (2009)
- Sotto il cielo di Roma, regia di Christian Duguay – film TV (2010)
- Provaci ancora prof! – serie TV, 6 episodi (2012)
- Volare - La grande storia di Domenico Modugno, regia di Riccardo Milani – miniserie TV (2013)
- Una grande famiglia – serie TV, 15 episodi (2013-2015)
- Un'altra vita, regia di Cinzia TH Torrini – miniserie TV (2014)
- Hundred to Go, regia di Nicola Prosatore – miniserie TV (2016)
- L'isola di Pietro – serie TV, episodio 1x01 (2017)
- Paolo Borsellino. Adesso tocca a me, regia di Francesco Miccichè – docufilm (2017)
- Imma Tataranni - Sostituto procuratore – serie TV (2019-2025)
- Fratelli Caputo, regia di Alessio Inturri – miniserie TV (2020-2021)
- Ostaggi, regia di Eleonora Ivone – film TV (2021)
- La scelta di Maria, regia di Francesco Miccichè – docufilm (2021)
- Purché finisca bene – serie TV, episodio 6x04 (2022)
- Fosca Innocenti – serie TV, episodio 2x04 (2023)
- Margherita delle stelle, regia di Giulio Base – film TV (2024)

## Teatro
- Arlecchino innamorato, da Marivaux, regia di Saverio Marconi (1983)
- La famiglia dell'antiquario di Carlo Goldoni, regia di Saverio Marconi (1984)
- Perché, perché Marì di Mario Affede, regia di Saverio Marconi (1984)
- La cortigiana di Pietro Aretino, regia di Giovanni Lombardo Radice (1985)
- Centocinquanta la gallina canta di Achille Campanile, regia di Marina Garroni (1985)
- I dialoghi delle Carmelitane di Georges Bernanos, regia di Marina Garroni (1986)
- Post scriptum: il tuo gatto è morto di James Kirkwood Jr., regia di John Michael Bardwell (1986)
- La stanza del delitto di Jack Sharkey, regia di Saverio Marconi (1987)
- Cercasi Cenerentola di Saverio Marconi e Stefano D'Orazio, regia di Saverio Marconi (1987)
- La piccola bottega degli orrori, musical di Howard Ashman e Alan Menken, regia di Saverio Marconi (1988)
- Il fratello maggiore di A. R. Gurney, regia di Giovanni Lombardo Radice (1994)
- Perseo e Andromeda... La vera storia della bella e la bestia, da Jules Laforgue, regia di Guglielmo Ferraiola (1995)
- La putain au grand coeur di Mario Moretti, regia di Riccardo Reim (1996)
- Un mostro qualunque, testo e regia di Leonardo Malà (1997)
- Amleto. L'incontro, regia di Andrea Lorenzoni (1997)
- Cavalleria rusticana di Giovanni Verga
- Sweet Charity, musical di Cy Coleman e Neil Simon, regia di Saverio Marconi (2006)
- Testimoni, testo e regia di Angelo Longoni (2010)
- Il vizietto. La cage aux folles, musical di Jerry Herman e Harvey Fierstein, regia di Massimo Romeo Piparo (2011)
- Viva Verdi, da Giuseppe Verdi, regia di Cesare Bocci (2013)
- Ospiti, testo e regia di Angelo Longoni (2014)
- Pesce d'aprile di Cesare Bocci e Tiziana Foschi, regia di Cesare Bocci (2018)
- Il figlio di Florian Zeller, regia di Piero Maccarinelli (2023)

## Programmi televisivi
- Il giallo e il nero (Rai 3, 2013)
- Miss Italia – concorso di bellezza (LA7, 2013)
- Mission (Rai 1, 2013) – inviato
- Segreti, i misteri della storia (TV2000, 2017)
- Ballando con le stelle 13 (Rai 1, 2018) – concorrente, vincitore
- Meraviglie - La penisola dei tesori, regia di Gabriele Cipollitti (Rai 1, 2018)[7]
- Viaggio nella grande bellezza (Canale 5, 2019-2022)
- Imperfetti sconosciuti, regia di Andrea Apuzzo (Rai 3, 2022)[8]
- Magistrati (Rai 3, 2024)

## Videogiochi
- Blindness, Dedalomedia Interactive (1995)

## Riconoscimenti
- Premio Gassman
  - 2005 – Miglior Musical per Sweet Charity
- Premio Flaiano sezione teatro
  - 2012 – Premio all'interprete per il musical Il vizietto[10]